# إد سبراغ جونيور
إد سبراغ جونيور (بالإنجليزية: Ed Sprague, Jr.) هو لاعب كرة قاعدة أمريكي، ولد في 25 يوليو 1967 في Castro Valley, California ‏ في الولايات المتحدة.

## وصلات خارجية
- إد سبراغ جونيور على موقعبيزبول رفرنس.كوم (الدوري الرئيسي) (الإنجليزية)
- إد سبراغ جونيور على موقعبيزبول رفرنس.كوم (الدوري الثانوي) (الإنجليزية)
- إد سبراغ جونيور على موقع أوليمبيديا (الإنجليزية)